# Drapelul Irlandei de Nord

Steagul Irlandei de Nord
Bannerul Ulster

Irlanda de Nord nu a avut un drapel propriu. În timpul evenimentelor oficiale, guvernul britanic folosește Drapelul Uniunii, care este drapelul oficial al Regatului Unit al Marii Britanii și al Irlandei de Nord.

## Steaguri

### Steagul Națiunii Ulster

Steagul Naţiunii Ulster

Acest steag este folosit de separatiștii din Ulster care doresc independența țării.
Steagul este format din Crucea Sfântului Andrei.

### Crucea Sfântului Andrei

Steagul Scoţiei

Crucea Sfântului Andrei este steagul Scoției și este unul dintre steagurile care constituie Drapelul Uniunii. Acesta este utilizat de unii loialiști în Irlanda de Nord pentru a sublinia ascendența lor scoțiană.

### Drapelul Uniunii

Steagul Regatului Unit

Dapelul Regatului Unit sau Drapelul Uniunii este singurul steag oficial. Este utilizat de majoritatea clădirilor din Irlanda de Nord. Este compus pe baza Crucii Sfântului Andrei (reprezentând Scoția), Sf. George (reprezentând Anglia și Țara galilor) și Sf. Patrik (reprezentând Irlanda).
Drapelul Uniunii este adorat de Unioniști și Loiali, dar displăcut de Naționaliști și Republicani.